# European Centre for Nature Conservation
O European Centre for Nature Conservation (ECNC) foi uma organização neerlandesa sem fins lucrativos que atuou no campo da política europeia de natureza e biodiversidade entre 1993 e 2017. Desde que foi criada, desenvolveu uma colaboração com uma ampla rede de organizações e instituições por toda a Europa e operava como um centro europeu de especialização em biodiversidade. A organização promoveu a gestão sustentável dos recursos naturais e da biodiversidade e teve como objetivo estimular a interação entre ciência, sociedade e política.
As principais áreas de trabalho foram redes ecológicas, avaliação e monitoramento da biodiversidade e envolvimento das partes interessadas. O ECNC trabalhou com e para o Conselho da Europa, o PNUMA e a Agência Europeia do Ambiente.

## Estabelecimento e missão
O European Centre for Nature Conservation foi oficialmente lançado em 1993 pelo então Secretário de Estado da Agricultura, Natureza e Qualidade Alimentar dos Países Baixos, J. Dzsingisz Gabor, na conferência "Conservar o Patrimônio Natural da Europa – rumo a uma Rede Ecológica Europeia" em Maastricht. O ECNC teve como objetivo promover uma abordagem integrada à gestão dos recursos naturais e da biodiversidade e estimulou a interação entre a ciência, a sociedade e a política. E desde que foi criada, desenvolveu uma colaboração com uma ampla rede de organizações e instituições por toda a Europa.
A ECNC desenvolveu projetos em toda a Europa, com foco na Europa Central e Oriental. Trabalhou para, ou em parceria com, uma série de organizações intergovernamentais e internacionais, incluindo o Conselho da Europa, o PNUMA, a Comissão Europeia, a Agência Europeia do Ambiente e o Banco Europeu para a Reconstrução e o Desenvolvimento. A ECNC encerrou as suas operações em outubro de 2017.

## Principais projetos e parcerias
O ECNC liderou o grupo de redação da Estratégia Pan-Europeia para a Diversidade Biológica e Paisagística (PEBLDS). O PEBLDS (1994) foi a resposta europeia para apoiar a implementação da Convenção sobre Diversidade Biológica; foi desenvolvido pelo Conselho da Europa e pelo Escritório Regional do PNUMA para a Europa. A ECNC continuou envolvida na implementação do PEBLDS, em particular no estabelecimento da Rede Ecológica Pan-Europeia (PEEN), que era um dos seus principais objetivos. O ECNC geriu o secretariado conjunto do Comité de Peritos da PEEN juntamente com o Conselho da Europa e coordenou o processo de desenvolvimento dos mapas indicativos das Redes Ecológicas Pan-Europeias em várias partes da Europa.
O ECNC foi um membro do consórcio do Centro Temático sobre Biodiversidade da Agência Europeia do Ambiente, contribuindo especialmente para a avaliação e elaboração de relatórios sobre biodiversidade. A organização também participou no Grupo de Coordenação da União Europeia sobre Biodiversidade e Natureza e trabalhou para a DG Ambiente da Comissão Europeia para apoiar o processo Natura 2000.
Em cooperação com o Conselho da Europa e a UICN, a ECNC desenvolveu programas de capacitação sobre o envolvimento das partes interessadas e a comunicação em apoio à conservação da natureza. A organização trabalhou com instituições financeiras internacionais, como o Banco Europeu para a Reconstrução e o Desenvolvimento, para integrar considerações sobre a gestão sustentável da biodiversidade na sua tomada de decisões.

## Organização
A ECNC era uma organização sem fins lucrativos sob a lei holandesa. O secretariado estava localizado em Tilburg, na Holanda. A organização teve, em diferentes momentos, escritórios regionais em Cleves, Alemanha.
Em 2009, o ECNC trabalhou com diversas outras organizações sob o nome "ECNC Group". Os membros do Grupo ECNC eram o ECNC, a União Costeira e Marinha (EUCC) e o Centro Mediterrâneo EUCC. A Large Herbivore Foundation se juntou ao ECNC Group em julho de 2010. A EuroNatur, o NatureBureau e o Fundo de Ação EECONET foram observadores.

## Publicações (seleção)
- Torre-Marín, A.; Snethlage, M.; Delbaere, B. (junho de 2012). Nature works for regions!. [S.l.: s.n.] ISBN 978-90-76762-31-9
- Cil, A.; Ognjanovic, D.; Atmis, E.; Jones-Walters, L. (2011). Local Biodiversity Action Planning for Southeastern Europe. [S.l.: s.n.]
- Delbaere, B.; Serradilla, A. Nieto; Snethlage, M. (2009). BioScore: A tool to assess the impacts of European Community policies on Europe’s biodiversity. [S.l.: s.n.] ISBN 978-90-76762-28-9
- Lausevic, R.; Jones-Walters, L.; Nieto, A. (2008). Climate change and biodiversity in South-East Europe - Impacts and action. [S.l.: s.n.] ISBN 978-90-76762-26-5
- Bouwma, I.; Jongman, R.H.G.; Butovsky, R.O. (2002). Indicative map of the pan-European ecological network for Central and Eastern Europe; technical background document. [S.l.: s.n.]
- Sunyer, C.; Végh, M. (2000). Financing Nature Conservation. EU programmes and instruments for Central and East European Accession Counties. [S.l.: s.n.] ISBN 90-76762-07-4
- Wascher, D. (2000). The face of Europe; policy perspectives for European landscapes. [S.l.: s.n.]
- Wascher, D. M. (2000). Agri-environmental indicators for sustainable agriculture in Europe. [S.l.: s.n.] ISBN 90-76762-02-3
- Foppen, R.P.B.; Bouwma, I.; Kalkhoven, J.T.R.; Dirksen, J. (2000). Corridors of the Pan-European ecological network: concepts and examples for terrestrial and freshwater vertebrates. [S.l.: s.n.]
- Rientjes, S. (2000). Communicating nature conservation: a manual on using communication in support of nature conservation policy and action. [S.l.: s.n.] ISBN 90-802482-9-0